# 哈卡舞

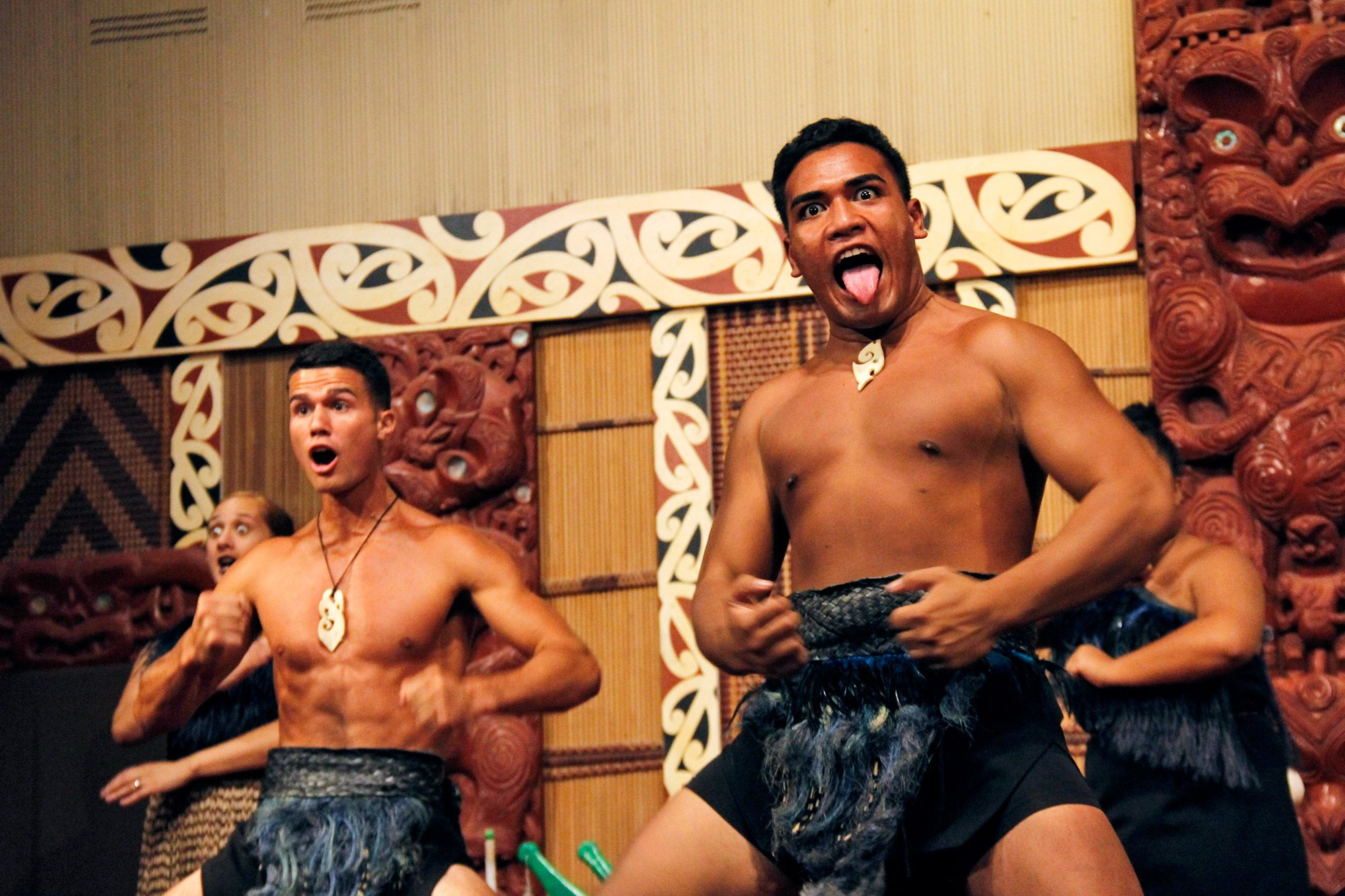
哈卡舞是紐西蘭毛利人標誌性的文化項目

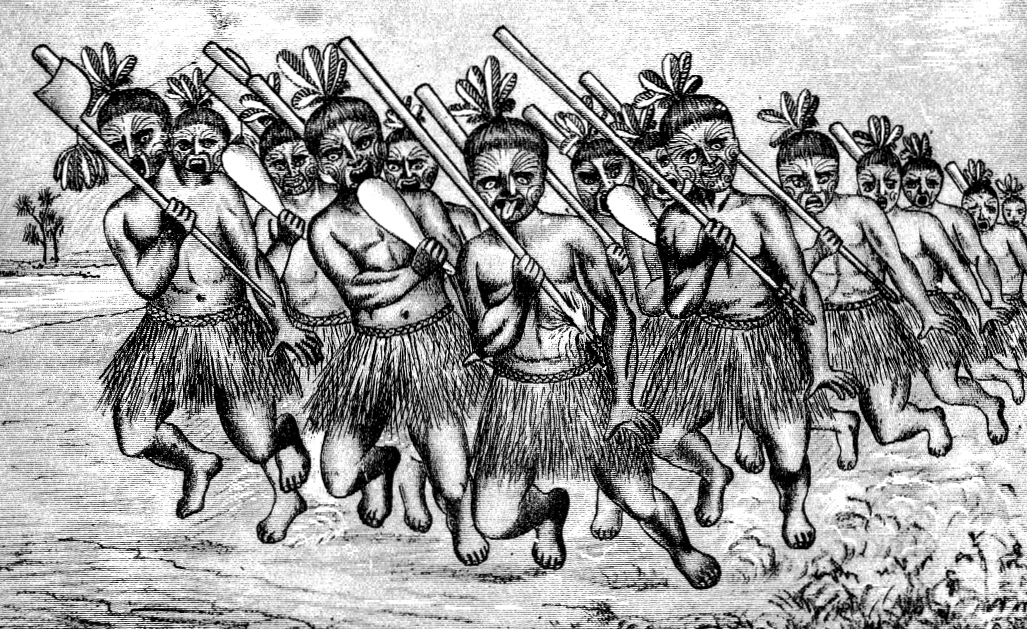
19世纪的绘画，哈卡舞绘画

哈卡舞（Haka）在紐西蘭泛指毛利人的傳統舞蹈形式。在各大洋洲国家中，諸如東加、大溪地島、薩摩亞等都有略異的哈卡舞。源於夏威夷和玻里尼西亞。哈卡舞是動作、拍打配以叫嚷和哼聲的團體舞蹈。哈卡舞表演的目的，包括消遣、對來賓的熱情歡迎、對特殊成就或場合的承認、部落之間相聚的儀式；現時最廣為人知的，是紐西蘭國家橄欖球隊全黑隊在比賽前表演的哈卡舞“ka Mate!”。哈卡舞的詞和動作隨著時代不斷的創新，今現代的創作反映的是當代和政治問題。
社會上最常見的哈卡舞由男性表演，或在男人後面加上男人助音。傳統而言，女性因精於翻白眼（毛利人稱pukana）之技，在哈卡舞主團旁邊被賦予主要位置。多数手持武器，保護側翼；她們的存在也是提升其他表演者的氣勢。也有小部份哈卡舞是主要由女性表演的，如著名哈卡舞「Ka Panapana」；更有簡單的哈卡是為小孩而設。

## 源起
太平洋地區的祖先從夏威夷和玻里尼西亞帶到各個地區。

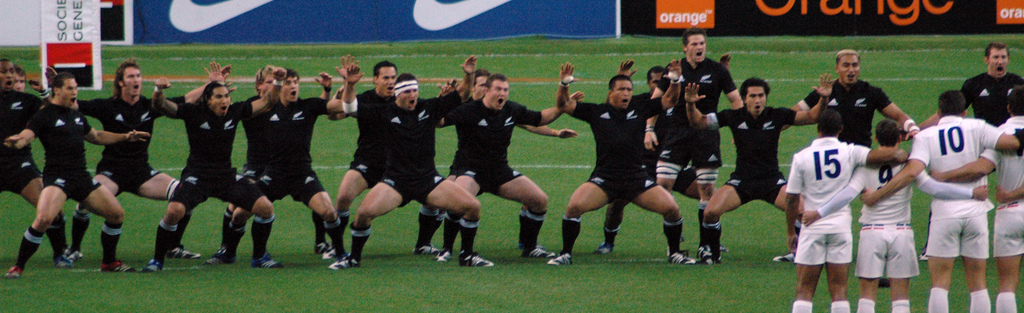
紐西蘭國家橄欖球隊全黑隊表演哈卡舞

### 毛利人
在毛利傳說中，太陽神Ra有兩位妻子，分別是夏季Hine-raumati和冬季Hine-takurua。舞蹈的始源，歸功於夏季為太陽神生下的兒子旦那羅(Tanerore)。旦那羅為母親表演，從而產生了今天的哈卡舞。
毛利人哈卡舞的形態之一，以抖動的手表示夏季熱天所見的抖動的閃光；另外在舞蹈完結之時，舞者會把舌頭伸長，意思是扮演敵人被殺後，頭颅被獵首，掛在長竿上的模樣。

## 毛利人哈卡舞

### 種類
按照毛利人的分類，哈卡舞可以分成以下幾種：
- Whakat
- Tutu ngarahu
- Ngeri－不用武器，用作心理上激發戰士
- Peruperu－戰爭式哈卡，在開戰之前所演示，祈求戰爭之神庇護，顯示己方之力量和無畏，恫嚇敵方；兩方相遇，還可以對哈卡。[4]
- Haka taparahi－儀式性哈卡，不用武器，現時最流行的哈卡形式
- Manawa wera haka－一般與葬禮或有關死亡的場合有關，不用武器，沒有預設動作

## 同源術語
毛利語裏的哈卡，在許多中太平洋地區語言中有同源的術語：
- 東加語haka－「歌唱中做手部動作」
- 薩摩亞語saʻa；托克勞語haka；那勞東加語ʻaka；夏威夷語haʻa；馬克薩斯語haka－「舞蹈」
- 孟加利瓦語ʻaka－「以傳統方式舞蹈；舞蹈配以唱頌，一般帶類似作戰性質」

在一些語言中，其意思有分歧，比如提可比亞語中saka指「在傳統儀規系統中進行儀式」。以原代語解譯原始玻里尼西亞語系是*saka，最早衍生自原始大洋語系*saŋka(g)。

## 拓展阅读
- 毛利战舞 - 《中国大百科全书》第三版（简体中文）
- 《哈卡－一個現存的傳統》（Haka – A Living Tradition），維那.加典那（Wira Gardiner）著（英文）